# David Boyle (1er comte de Glasgow)
David Boyle, 1er comte de Glasgow (v. 1666 - 31 octobre 1733), est un homme politique écossais et pair. Il est le dernier trésorier-député avant l'Union avec l'Angleterre.

## Biographie
David Boyle est né vers 1666 au château de Kelburn, Fairlie, dans le North Ayrshire, en Écosse. Il est le fils de John Boyle de Kelburn (d. 1685), un commissaire au Parlement d'Écosse pour Bute, et Marion Steuart, fille de Walter Steuart de Allanton,.

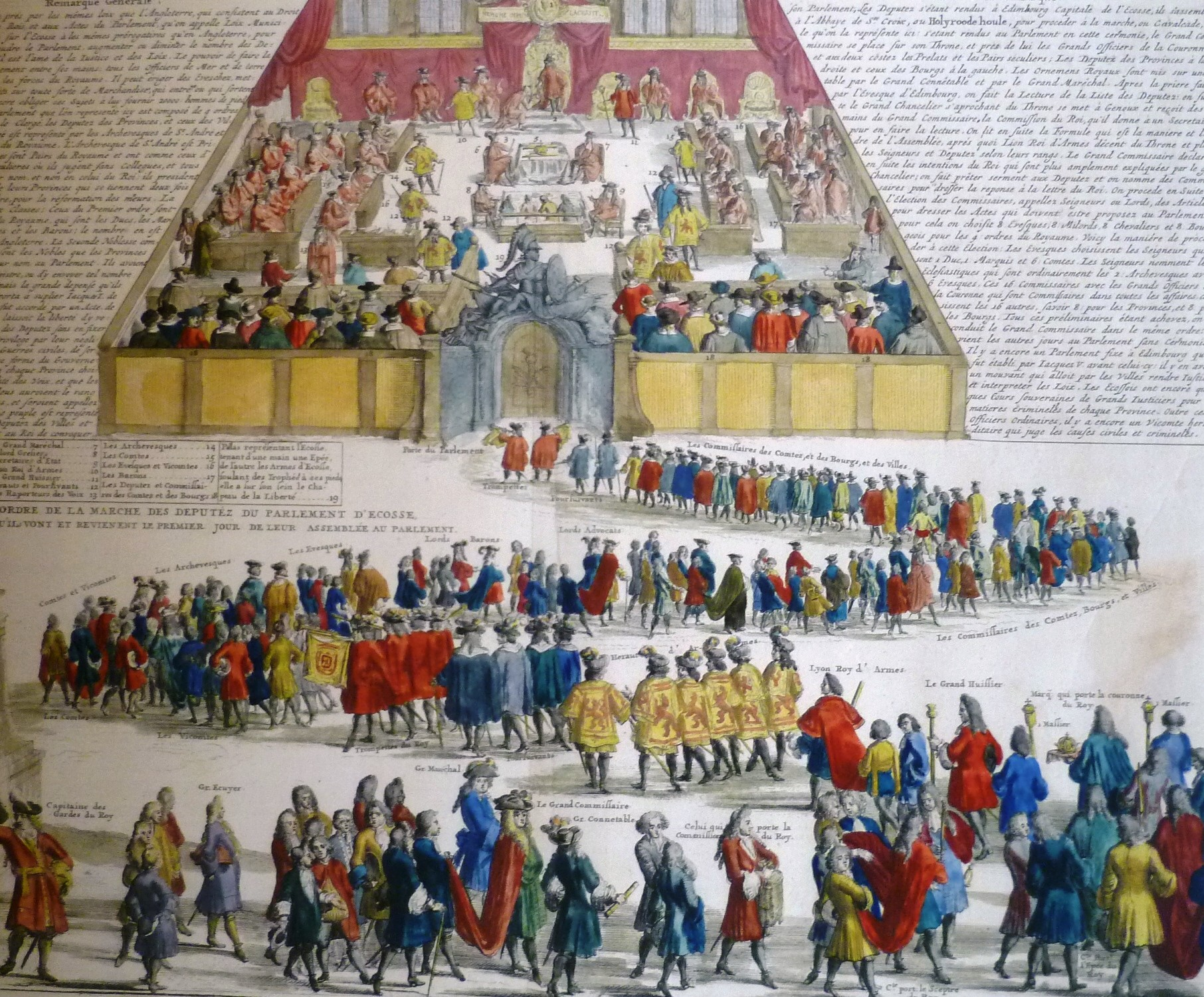
Illustration française d'une ouverture du Parlement écossais, 18

De 1689 à 1699, il est commissaire au Parlement d'Écosse dans la circonscription de Bute. En 1697, il est investi en tant que conseiller privé . Il est recteur de l'Université de Glasgow de 1690 à 1691, ainsi que dernier trésorier-député avant l'Union avec l'Angleterre.
Le comte est partisan des Actes d'Union et, après leur adoption, il siège comme représentant écossais de 1707 à 1710, aux côtés du neveu de sa première femme, John Lindsay, 19e comte de Crawford (décédé en 1713). En Écosse, certains ont prétendu que cette union permettrait à l’Écosse de se remettre du désastre financier provoqué par le Projet Darién grâce à l'assistance anglaise et à la levée des mesures mises en place par le Alien Act de 1705 pour contraindre le Parlement écossais à se conformer à l'acte de règlement. Comme de nombreux commissaires avaient investi massivement dans le régime Darien, ils croyaient qu'ils recevraient une compensation pour leurs pertes. L'article 15 accorde une somme connue sous le nom de "L'équivalent", pour compenser la responsabilité future à la dette nationale anglaise, cela a été essentiellement utilisé comme compensation pour les investisseurs du Projet Darién .
Il est nommé Lord High Commissioner à l'Assemblée générale de l'Église d'Écosse en 1706 et de 1707 à 1710. Il est également Lord Clerk Register avant 1714.
Le 31 janvier 1699, il est élevé à la pairie d'Écosse sous les noms de Lord Boyle of Kelburn, Stewartoun, Cumbrae, Finnick, Largs et Dalry avec un reste spécial pour tous ses héritiers, hommes quels qu'ils soient. Le 12 avril 1703, il accède aux titres de vicomte de Kelburn et de comte de Glasgow avec un reliquat spécial pour tous ses héritiers de sexe masculin.

## Vie privée
Le 19 avril 1687, il épouse Margaret Lindsay-Crawford (1669-1695), fille de Patrick Crawford de Kilbirney (1646-1681), deuxième fils de John Lindsay, 17e comte de Crawford (v. 1598-1678) et sœur de William Lindsay, 18e comte de Crawford (1644-1698). Ensemble, ils avaient:
- John Boyle (2e comte de Glasgow) (1688-1740), qui épouse Helen Morison, fille de William Morison of Prestongrange[9] .
- Patrick Boyle (décédé en 1761), qui ne s'est pas marié.
- Charles Boyle (1691/92-1770), qui ne s'est pas marié. Il a voyagé en Amérique et a obtenu une concession de terre à Long Island, à New York, puis est retourné en Angleterre.

Le 16 juin 1697, Boyle épouse en secondes noces Jean Mure (décédée en 1724), fille de William Mure de Rowallan (décédé en 1700), petit-fils de William Mure (écrivain) (en) de Rowallan (1594-1657). Avant sa mort en 1724, ils ont trois filles, dont:
- Jean Boyle Mure de Rowallan (décédée en 1729), qui épouse James Campbell (1680-1745), troisième et plus jeune fils de James Campbell, deuxième comte de Loudoun (décédé en 1684) et de Margaret Montgomerie, fille de Hugh Montgomerie, septième comte d'Eglinton, en 1720[10]

En 1711, John Smith (1652-1743) grava un portrait de lui réalisé par Jonathan Richardson (1665-1745).